# Ketunggeng
Ketunggeng is een bestuurslaag in het regentschap Magelang van de provincie Midden-Java, Indonesië. Ketunggeng telt 2827 inwoners (volkstelling 2010).